# John T. Dunlap
John Timothy Dunlap (ur. 16 kwietnia 1957 w Ottawie) – kanadyjski prawnik związany także ze Stanami Zjednoczonymi, od 2022 do 2023 Namiestnik Zakonu Joannitów, następnie od 2023 Książę i Wielki Mistrz Zakonu Maltańskiego.

## Życiorys
Studiował prawo na Université de Nice – Sophia Antipolis i Uniwersytecie Ottawskim, stopień JD uzyskał na Uniwersytecie Zachodniego Ontario. Otrzymał doktorat honoris causa z zakresu służby publicznej na prywatnej uczelni John Cabot University w Rzymie. Przez pewien czas praktykował w zawodzie prawnika w Ontario, następnie przeniósł się do Nowego Jorku. Od 1986 pracował w kancelarii Dunnington, Bartholow & Miller, w 1993 został jej partnerem. Specjalizował się w zakresie prawa korporacyjnego, międzynarodowego i imigracyjnego. 
W 1997 został doradcą prawnym przedstawiciela Stolicy Apostolskiej przy ONZ. Zasiadał w radach nadzorczych spółek i organizacji, działał charytatywnie, m.in. jako wiceprezes The Royal Conservatory of Music w Kanadzie i szef stowarzyszenia przyjaciół kartuzji San Giacomo.
Do Zakonu Maltańskiego przystąpił w 1996, w 2004 złożył pierwsze śluby, a w 2008 śluby wieczyste. Od 2006 był przełożonym amerykańskiej odnogi tego zakonu (wiceprzeoratu). W 2009 wybrany członkiem zwykłym Rady Najwyższej Zakonu Maltańskiego (ciała zarządzającego) na pięcioletnią kadencję, w 2014 i 2019 uzyskiwał reelekcję. Był przewodniczącym komitetu ds. nazw i symboli oraz członkiem komisji wspólnej katolickich i niekatolickich zakonów odwołujących się do świętego Jana. 13 czerwca 2022 wskazany przez papieża Franciszka Namiestnikiem Zakonu Maltańskiego, złożył śluby kolejnego dnia.
3 maja 2023 obrany Wielkim Mistrzem Zakonu Maltańskiego. Stało się to po uprzedniej zmianie Konstytucji Zakonu, która wymagała od Wielkiego Mistrza pochodzenia szlacheckiego.

## Tytulatura i odznaczenia (lista niepełna)
Tytulatura
od 3 maja 2023: Jego Najeminentniejsza Wysokość Książę i Wielki Mistrz Fra' John Timothy Dunlap

### Zakonne
- Baliw Wielkiego Krzyża po Sprawiedliwości – SMOM

### Kanadyjskie
- Medal Złotego Jubileuszu Królowej Elżbiety II (odmiana kanadyjska) (2002)[10]
- Medal Diamentowego Jubileuszu Królowej Elżbiety II (odmiana kanadyjska) (2012)[11]
- Medal Koronacyjny Króla Karola III (odmiana kanadyjska) (2025)[12]

### Zagraniczne
- Wielki Oficer Orderu Zasługi (Rumunia, 2013)[13]
- Order Świętego Jana Jerozolimskiego II klasy (Wielka Brytania, 2020)[14]
- Krzyż Wielki Orderu Gwiazdy Włoch (Włochy, 2023)[15]
- Krzyż Wielki Udekorowany Wielką Wstęgą Orderu Zasługi Republiki Włoskiej (Włochy, 2023)[16]
- Order Orła Białego (Polska, 2025)[17][18][19]
- Krzyż Wielki Orderu Świętego Karola (Monako, 2025)[20]

### Dynastyczne
- Krzyż Wielki na Łańcuchu Świętego Konstantyńskiego Orderu Wojskowego Świętego Jerzego (dynastia Burbonów linii sycylijskiej, 2022)[21]
- Order Świętego Januarego (dynastia Burbonów linii sycylijskiej, 2023)[22]
- Łańcuch Orderem Skanderbega (dynastia Zogu, 2023)[23]
- Order Najwyższy Świętego Zwiastowania (dynastia sabaudzka, 2023)[24]
- Łańcuch Świętego Konstantyńskiego Orderu Wojskowego Świętego Jerzego (dynastia Burbonów linii parmeńskiej, 2024)[25]